# Cratere Mahsati
Mahsati è un cratere sulla superficie di Mercurio.
Il nome, adottato dall'Unione Astronomica Internazionale il 7 febbraio 2025, onora la poetessa persiana medievale Mahsati Ganjavi.